# Hochstraßer See
Der Hochstraßer See ist ein Baggersee in Raubling im Landkreis Rosenheim. Er liegt unmittelbar jenseits des Flussdamms in der rechten Aue des Inns, zusammen mit dem Neunersee, dem Pioniersee, dem Jagdhaussee und dem Hochstraßer Baggersee, die in gleicher Weise entstanden sind.
Der See wird als Badesee genutzt.